# Renan Lodi
Renan Augusto Lodi dos Santos (Serrana, Estado de São Paulo, Brasil, 8 de abril de 1998), más conocido como Renan Lodi, es un futbolista brasileño. Juega como defensa y su equipo es el Al-Hilal Saudi F. C. de la Liga Profesional Saudí.

## Trayectoria

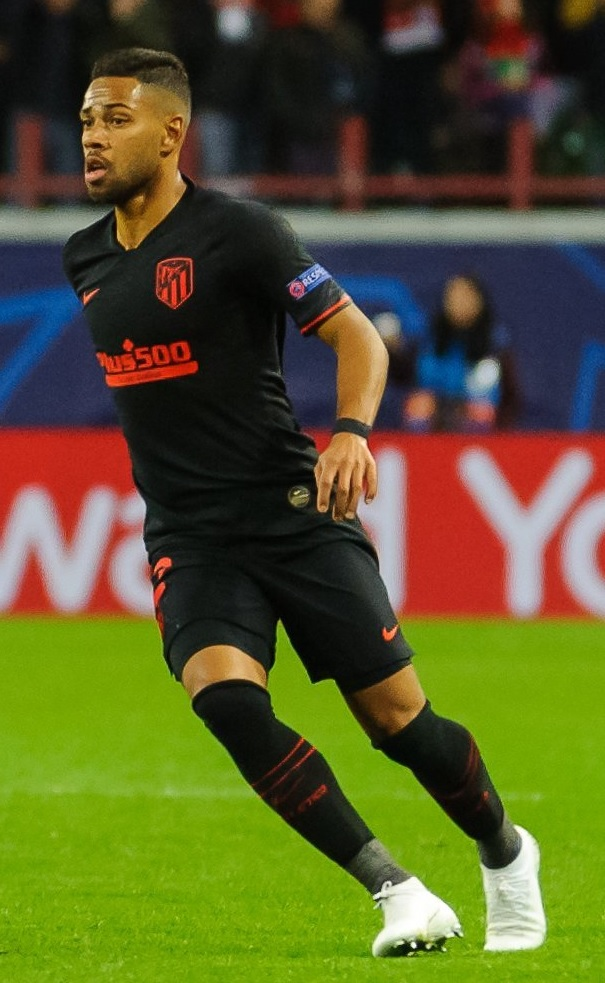
Lodi en Atlético Madrid

### Athletico Paranaense
Nacido en Serrana, en São Paulo, Renan Lodi se unió al equipo juvenil del Athletico Paranaense en 2012 y subió al primer equipo en 2016, debutando en el fútbol profesional el 14 de octubre de ese año contra Grêmio por el Campeonato Brasileño 2016. En aquel encuentro su equipo cayó derrotado por la mínima diferencia con Renan Lodi jugando todo el encuentro de lateral izquierdo con la camiseta 98.
Tras no tener participación en la temporada 2017, la campaña 2018 significó para Renan Lodi su ascenso en el fútbol profesional. Marcó su primer gol oficial abriendo el marcador en el triunfo por 5-0 sobre Maringá y logró su primer título con Athletico Paranaense cuando ganó el Campeonato Paranaense 2018, ya asentando como titular y jugando las dos finales frente a Coritiba. Para entonces Lodi de 19 años ya había extendido su contrato hasta marzo de 2021. De igual forma, debutó internacionalmente a nivel de clubes coronándose campeón de la Copa Sudamericana 2018, nuevamente jugando las dos finales, esta vez frente a Junior de Barranquilla de Colombia. A lo largo del torneo ya había marcado sus dos primeros goles en la Sudamericana frente a Caracas y Fluminense, por octavos de final y semifinales del torneo, respectivamente. Con contrato renovado hasta 2022, Renan Lodi siguió ganando tiempo de juego bajo las órdenes del entrenador Tiago Nunes.

### Atlético de Madrid
El 28 de junio de 2019 Atlético de Madrid y Athletico Paranaense alcanzaron un principio de acuerdo, haciendo oficial su fichaje el 7 de julio del mismo año, con Lodi firmando contrato por seis años con el club español. Su fichaje rondó los 20 millones de euros, siendo el mayor traspaso en la historia del club y a la vez la venta más cara de un club brasileño por un lateral, superando el pase de Danilo del Santos F. C. al F. C. Porto (13 millones de euros) en 2011.
El 18 de agosto de 2019 debutó en el arranque de la Primera División de España 2019-20 frente al Getafe C. F. Aunque fue titular y su equipo venció por 1-0 en el Estadio Metropolitano, se fue expulsado por doble amarilla antes del entretiempo. Desde entonces disputó 118 partidos en los que dio diez asistencias y marcó seis goles.

#### Cesión al Nottingham Forest
El 29 de agosto de 2022 se hizo oficial su cesión al Nottingham Forest F. C. hasta el final de temporada después de haber renovado su contrato  hasta 2026.

### Olympique de Marsella
Tras su paso por Inglaterra, donde jugó 32 partidos, fue traspasado al Olympique de Marsella el 14 de julio de 2023. Debutó en la Ligue 1 el 12 de agosto tras una victoria por 2-1 en casa contra el Stade de Reims. Finalizó su etapa en el club con 23 partidos en todas las competiciones, 22 de ellos como titular.

### Al-Hilal
En enero de 2024 se marchó a Arabia Saudita para jugar en el Al-Hilal Saudi F. C., tras apenas seis meses en Francia. Firmó un contrato de tres años, hasta mediados de 2027. Debutó con los saudíes en un partido amistoso contra el Inter Miami el 29 de enero. Fue titular en la victoria por 4-3. Jugó su primer partido en la Liga Profesional Saudí el 18 de febrero, en casa contra Al-Raed.

## Selección nacional

### Sub-23
El 15 de mayo de 2019, fue convocado por André Jardine para unos encuentros amistosos con la selección sub-23 de Brasil, sin embargo tuvo que ser desconvocado para disputar la Recopa Sudamericana 2019. El 16 de agosto del mismo año, fue nuevamente convocado para la selección olímpica pero en septiembre no fue liberado por su club, Atlético de Madrid.

### Absoluta
Renan Lodi es internacional con la selección de fútbol de Brasil.
Sin llegar a disputar encuentro alguno con el combinado sub-23, fue convocado el 9 de septiembre de 2019 por Tite para la selección absoluta. El 10 de octubre de 2019 debutó con Brasil en un partido amistoso ante Senegal que finalizó en empate a uno. En aquella ocasión Lodi reemplazó a Alex Sandro al minuto 79. El 19 de noviembre del mismo año dio dos asistencias en su cuarto encuentro con su selección, una para Lucas Paquetá y otra para Danilo, en el triunfo por 3-0 sobre Corea del Sur.

### Participaciones en Copas América
| Copa              | Sede   | Resultado  | Partidos | Goles |
| ----------------- | ------ | ---------- | -------- | ----- |
| Copa América 2021 | Brasil | Subcampeón | 7        | 0     |

### Participaciones en Eliminatorias a Copas del Mundo
| Eliminatorias                 | Sede       | Resultado    | Partidos | Goles |
| ----------------------------- | ---------- | ------------ | -------- | ----- |
| Eliminatorias Mundial de 2022 | Sudamérica | 1.er lugar   | 4        | 0     |
| Eliminatorias Mundial de 2026 | Sudamérica | Por disputar | 2        | 0     |

### Partidos con la selección mayor de Brasil
| PJ  | Fecha                    | Ciudad         | Local     | Resultado | Visitante     | Competición                                                      |
| --- | ------------------------ | -------------- | --------- | --------- | ------------- | ---------------------------------------------------------------- |
| 1.  | 10 de octubre de 2019    | Kallang        | Brasil    | (1-1)     | Senegal       | Amistoso                                                         |
| 2.  | 13 de octubre de 2019    | Kallang        | Brasil    | (1-1)     | Nigeria       | Amistoso                                                         |
| 3.  | 15 de noviembre de 2019  | Riad           | Brasil    | (0-1)     | Argentina     | Amistoso                                                         |
| 4.  | 19 de noviembre de 2019  | Abu Dhabi      | Brasil    | (3-0)     | Corea del Sur | Amistoso                                                         |
| 5.  | 9 de octubre de 2020     | Sao Paulo      | Brasil    | (5-0)     | Bolivia       | Clasificación de Conmebol para la Copa Mundial de Fútbol de 2022 |
| 6.  | 13 de octubre de 2020    | Lima           | Perú      | (2-4)     | Brasil        | Clasificación de Conmebol para la Copa Mundial de Fútbol de 2022 |
| 7.  | 13 de noviembre de 2020  | Sao Paulo      | Brasil    | (1-0)     | Venezuela     | Clasificación de Conmebol para la Copa Mundial de Fútbol de 2022 |
| 8.  | 17 de noviembre de 2020  | Montevideo     | Uruguay   | (0-2)     | Brasil        | Clasificación de Conmebol para la Copa Mundial de Fútbol de 2022 |
| 9.  | 13 de junio de 2021      | Brasilia       | Brasil    | (3-0)     | Venezuela     | Copa América 2021                                                |
| 10. | 17 de junio de 2021      | Rio de Janeiro | Brasil    | (4-0)     | Perú          | Copa América 2021                                                |
| 11. | 23 de junio de 2021      | Rio de Janeiro | Brasil    | (2-1)     | Colombia      | Copa América 2021                                                |
| 12. | 27 de junio de 2021      | Goiania        | Brasil    | (1-1)     | Ecuador       | Copa América 2021                                                |
| 13. | 2 de julio de 2021       | Rio de Janeiro | Brasil    | (1-0)     | Chile         | Copa América 2021                                                |
| 14. | 5 de julio de 2021       | Rio de Janeiro | Brasil    | (1-0)     | Perú          | Copa América 2021                                                |
| 15. | 10 de julio de 2021      | Rio de Janeiro | Argentina | (1-0)     | Brasil        | Copa América 2021                                                |
| 16. | 27 de septiembre de 2022 | Paris          | Brasil    | (5-1)     | Túnez         | Amistoso                                                         |
| 17. | 8 de septiembre de 2023  | Belém          | Brasil    | (5-1)     | Bolivia       | Clasificación de Conmebol para la Copa Mundial de Fútbol de 2026 |
| 18. | 12 de septiembre de 2023 | Lima           | Perú      | (0-1)     | Brasil        | Clasificación de Conmebol para la Copa Mundial de Fútbol de 2026 |

## Estadísticas

### Clubes
Actualizado al último partido disputado el 4 de julio de 2025.
| Club | Div.          | Temporada     | Liga  | Liga  | Liga estatal(1) | Liga estatal(1) | Copas nacionales(2) | Copas nacionales(2) | Copas internacionales(3) | Copas internacionales(3) | Total | Total |
| Club | Div.          | Temporada     | Part. | Goles | Part.           | Goles           | Part.               | Goles               | Part.                    | Goles                    | Part. | Goles |
| --- | ------------- | ------------- | ----- | ----- | --------------- | --------------- | ------------------- | ------------------- | ------------------------ | ------------------------ | ----- | ----- |
| Athletico Paranaense · Brasil | 1.ª           | 2016          | 3     | 0     | 0               | 0               | 0                   | 0                   | —                        | —                        | 3     | 0     |
| Athletico Paranaense · Brasil | 1.ª           | 2017          | 0     | 0     | 7               | 0               | 0                   | 0                   | 0                        | 0                        | 7     | 0     |
| Athletico Paranaense · Brasil | 1.ª           | 2018          | 24    | 0     | 11              | 1               | 1                   | 0                   | 12                       | 2                        | 48    | 3     |
| Athletico Paranaense · Brasil | 1.ª           | 2019          | 3     | 0     | 0               | 0               | 1                   | 0                   | 8                        | 2                        | 12    | 2     |
| Athletico Paranaense · Brasil | Total club    | Total club    | 30    | 0     | 18              | 1               | 2                   | 0                   | 20                       | 4                        | 70    | 5     |
| Atlético de Madrid · España | 1.ª           | 2019-20       | 32    | 1     | —               | —               | 2                   | 0                   | 9                        | 0                        | 43    | 1     |
| Atlético de Madrid · España | 1.ª           | 2020-21       | 23    | 1     | —               | —               | 2                   | 0                   | 8                        | 0                        | 33    | 1     |
| Atlético de Madrid · España | 1.ª           | 2021-22       | 29    | 2     | —               | —               | 3                   | 1                   | 10                       | 1                        | 42    | 4     |
| Atlético de Madrid · España | Total club    | Total club    | 84    | 4     | —               | —               | 7                   | 1                   | 27                       | 1                        | 118   | 6     |
| Nottingham Forest F. C. Inglaterra | 1.ª           | 2022-23       | 28    | 0     | —               | —               | 4                   | 1                   | —                        | —                        | 32    | 1     |
| Nottingham Forest F. C. Inglaterra | Total club    | Total club    | 28    | 0     | —               | —               | 4                   | 1                   | 0                        | 0                        | 32    | 1     |
| Olympique de Marsella Francia | 1.ª           | 2023-24       | 14    | 0     | —               | —               | 1                   | 0                   | 8                        | 0                        | 23    | 0     |
| Olympique de Marsella Francia | Total club    | Total club    | 14    | 0     | 0               | 0               | 1                   | 0                   | 8                        | 0                        | 23    | 0     |
| Al-Hilal Saudi F. C. Arabia Saudita | 1.ª           | 2023-24       | 11    | 0     | —               | —               | 3                   | 0                   | 0                        | 0                        | 14    | 0     |
| Al-Hilal Saudi F. C. Arabia Saudita | 1.ª           | 2024-25       | 24    | 3     | —               | —               | 4                   | 0                   | 14                       | 1                        | 42    | 4     |
| Al-Hilal Saudi F. C. Arabia Saudita | Total club    | Total club    | 35    | 3     | 0               | 0               | 7                   | 0                   | 14                       | 1                        | 56    | 4     |
| Total carrera | Total carrera | Total carrera | 191   | 7     | 18              | 1               | 21                  | 2                   | 69                       | 6                        | 299   | 16    |
| (1)Incluidos los datos del Campeonato Paranaense (2017 y 2018). (2)Incluye datos de la Copa de Brasil (2018 y 2019), la Supercopa de España (2020), la Supercopa de Arabia Saudita (2023) y la Copa del Rey de Campeones. (3)Incluye datos de la Copa Sudamericana (2018), la Copa Libertadores de América (2019), la Recopa Sudamericana (2019), la Liga de Campeones de la UEFA (2019-20), la Liga de Campeones de Élite de la AFC y la Copa Mundial de Clubes de la FIFA. |               |               |       |       |                 |                 |                     |                     |                          |                          |       |       |

## Palmarés

### Campeonatos estatales
| Título                | Club                 | Estado | Año  |
| --------------------- | -------------------- | ------ | ---- |
| Campeonato Paranaense | Athletico Paranaense | Paraná | 2018 |

### Campeonatos nacionales
| Título                      | Club                 | País           | Año  |
| --------------------------- | -------------------- | -------------- | ---- |
| Copa de Brasil              | Athletico Paranaense | Brasil         | 2019 |
| Primera División de España  | Atlético de Madrid   | España         | 2021 |
| Supercopa de Arabia Saudita | Al-Hilal Saudi F. C. | Arabia Saudita | 2023 |
| Liga Profesional Saudí      | Al-Hilal Saudi F. C. | Arabia Saudita | 2024 |
| Copa del Rey de Campeones   | Al-Hilal Saudi F. C. | Arabia Saudita | 2024 |
| Supercopa de Arabia Saudita | Al-Hilal Saudi F. C. | Arabia Saudita | 2024 |

### Campeonatos internacionales
| Título            | Equipo               | Sede            | Año  |
| ----------------- | -------------------- | --------------- | ---- |
| Copa Sudamericana | Athletico Paranaense | América del Sur | 2018 |